# جبريل رودس
جبريل رودس (بالإنجليزية: Gabriel Rhodes)‏ هو منتج أسطوانات أمريكي، ولد في 1974.

## وصلات خارجية
- جبريل رودس على موقع IMDb (الإنجليزية)
- جبريل رودس على موقع ميوزك برينز (الإنجليزية)
- جبريل رودس على موقع أول ميوزيك (الإنجليزية)
- جبريل رودس على موقع أول ميوزيك (الإنجليزية)
- جبريل رودس على موقع ديسكوغز (الإنجليزية)
- جبريل رودس على موقع ديسكوغز (الإنجليزية)